# 대니엘 저스터
대니엘 저스터 (Daniel C. Juster, 1947년 - )는 메시아닉 유대교의 저자이자 주창자이다. 1972년 이후 메시아닉 유대인 운동을 하고있다.

## 어린 시절
저스터는 유대인 아버지와 명목상 기독교인 어머니에게서 태어났다. 그의 아버지는 아홉 살 때 세상을 떠났고, 그의 삶에 영향을 주었다고 말하였다. 혈육적으로 유대인 어머니를 갖지 않았고 양육도 받지 못했기 때문에 주류 유대종교운동에 의해서는 유대인으로 인정을 받을 수가 없었다. 그리하여 유대인 가운데서 비 유대인친척으로서 이스라엘에 이민을 갈 수 있었다.

## 운동의 역할
그는 아래에 있는 여러 지도자의 역할을 수행하였다.
- 27년 동안 목회
- 메시아 닉 유대인 회중 연합회 (UMJC)의 창립 회장(1979-1986)[6]
- UMJC 사무 총장 (1996-1998)
- 메시아닉 유대인 성경 연구소 (MJBI)의 공동 설립자
- 다양한 고등 교육 기관의 교수.
- 예루살렘 공의회 II의 설립 위원

## 현재 지위
저스터는 현재 Tikkun International의 설립자이자 지도자로 재직 중이며, 이스라엘과 교회의 회복에 전념하기 위해 미국과 해외에서 목회를 하며 다음과 같은 사역에 종사중이다.
1. 미국, 이스라엘 및 기타 국가에서의 회중 재배자 훈련, 파송 및 지원
2. 지방 교회에서 유대인 사역을 촉진
3. 메시아 닉 유대인 공동체를위한 훈련 지도자들의 풀 타임 성경 및 대학원 지원을 돕는다.
4. 사람들을 파송하여 회의에서 전도하고 가르치고, 복음적인 캠페인과 메시아 인 교회와 교회를 가르친다.

## 저명
저스터는 히브리 기독교와 메시아닉 유대교의 차이점을 구별하는데 도움을 주었다. 그의 저서  Jewish Roots는 랍비 유대교에 대해 긍정적이면서도 비판적인 접근법을 제시하였고, 메시아 유대교와 그 실천에 대하여 중요한 논문으로 널리 인정받고 있다.
저스터는 이스라엘과 교회의 관계에 대한 세계적으로 유명한 스피커이다. 하나님의 왕국의 열쇠로 이스라엘을 포용하도록 현대 교회의 책임을 논한 관한 여러 권의 책의 저자이다. 그의 기사는 운명의 인물, 오늘날의 기독교, 복음주의 신학회 저널, 미쉬 칸 (Mishkan) 등 여러 정기 간행물에 실렸다.
저스터는 메시아닉 유대교와 신학의 발전에 공헌한 것때문에  메시아닉 유대교 연합으로부터 2009년을 명예 상(Lifetime Sacrifice and Service Award)을 받았다.

## 교육
저스터는 1971년부터 전 세계 여러 학교에서 변증론과 신학을 가르쳤다.  그의 학력은 휘튼 대학 (Wheaton College)를에서 철학으로 B.A를, 맥코믹 신학교 M.Div.를, 트리니티 복음주의 신학교에서 종교 철학을, 그리고 New Covenant International Seminary(플로리다 신학교)에서 Th.D.를 받았다. 풀러 신학교에서 겸임 교수를 하였다. 그는 현재 캘리포니아의 반 누이스 (Van Nuys)에 있는 킹스 대학교 (King 's University)에서 가르치고 있다.

## 저서
- Conveying A Heritage: A Messianic Jewish Guide to Home Practice
- Due Process: A Plea for Biblical Justice Among God's People
- Growing to Maturity
- Inclusion versus Replacement: A Reformed Theology for the Church
- Israel, the Church, and the Last Days
- Jewishness and Jesus
- Jewish Roots
- Mutual Blessing: Discovering the Ultimate Destiny of Creation
- Models of Accountability
- One People, Many Tribes
- Passion for Israel
- Passover: The Key that Unlocks the Book of Revelation
- Relational Leadership
- That They May be One
- The Biblical World View: An Apologetic
- The Dynamics of Spiritual Deception
- The Irrevocable Calling